# 蜂群崩壊症候群

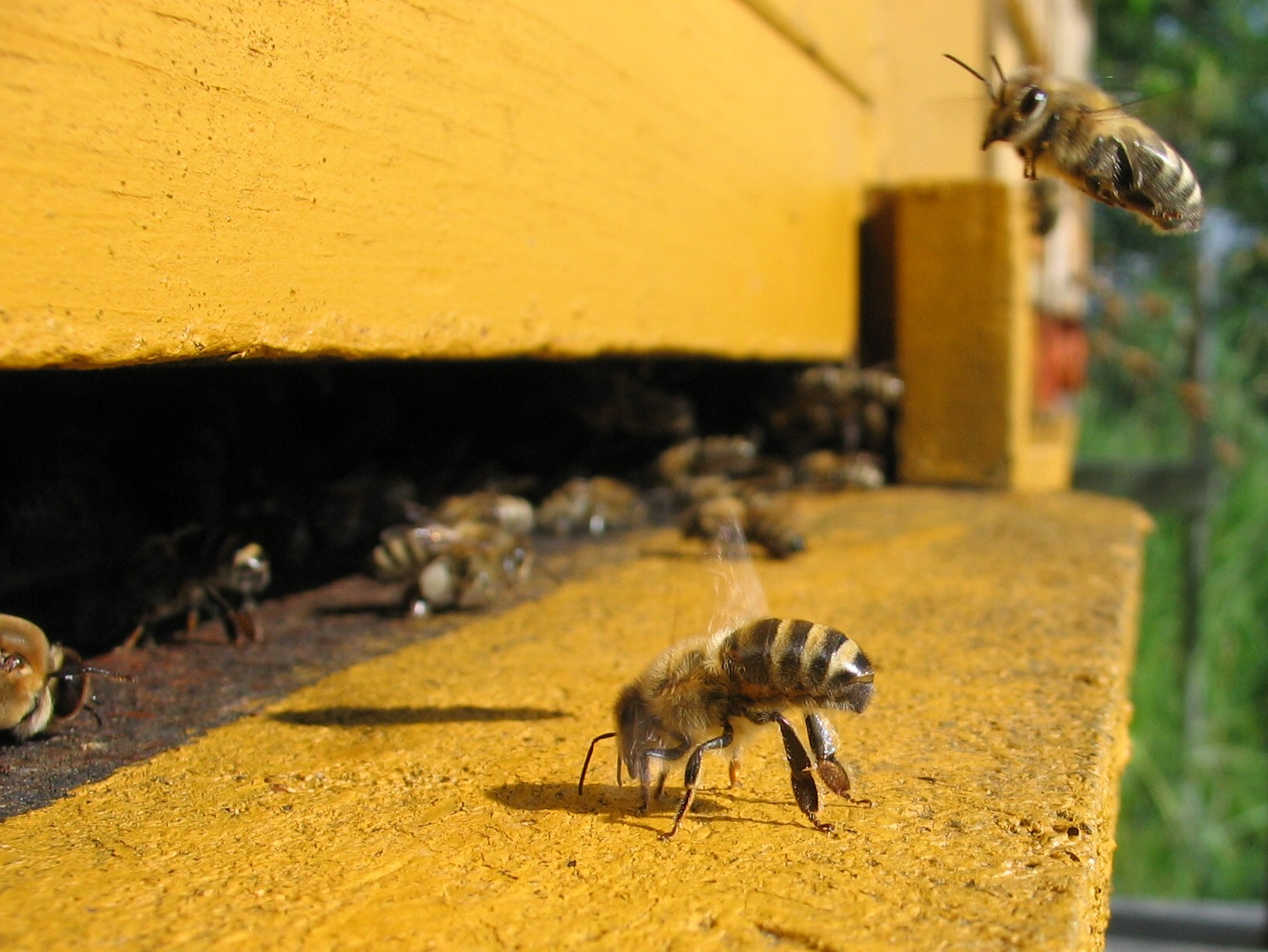
巣箱に入るミツバチ。

蜂群崩壊症候群（ほうぐんほうかいしょうこうぐん、英語: Colony Collapse Disorder, CCD）とは、ミツバチが原因不明で大量に失踪する現象である。日本では「いないいない病」（「イタイイタイ病」と「いないいないばあ」がかけられた造語）という別名で紹介される場合もある。
ヨーロッパ、アメリカ合衆国、インド、ブラジル、日本などで観察されている。フランス政府は、科学的根拠が無いものの、殺虫剤の成分とミツバチ失踪の因果関連を踏まえて、予防原則に基づき、一部の農薬を使用禁止にした。

## 概要

### 群崩壊症候
カナダの養蜂協議会 (Canadian Honey Council) によればCCDが発生したコロニーでは共通して以下のような兆候が最終的なコロニー崩壊の前に発生している。
- 幼虫を維持するだけの若い成蜂（働き蜂）がコロニーから不足または完全にいなくなるものの、コロニーの周囲には死んだ蜂がほとんど見られない。
- コロニーに巣房蓋のある巣房が残っている。これは羽化前の蛹が存在することを意味する。ミツバチは通常、蛹が全て羽化して巣房を出るまで巣を放棄しない。
- 蜂蜜や花粉といった食料は備蓄されたままである。そのため、これらがごく短時間のうちに他の蜂に奪われることはない（盗蜂は容易に起きない）。また食料が備蓄されていれば、蜂の巣を襲う天敵（蜂にとっては害虫）例えば、ハチノスツヅリガやケシキスイからの攻撃も巣に籠もることで防御できるため、敵による攻撃も考えにくい。
- コロニーの構成員は、砂糖水や蛋白質などの餌をあまり食べようとしない。
- 女王蜂は生存する（失踪しない）。

### 発生地域
2006年秋から現在にかけてセイヨウミツバチが一夜にして大量に失踪する現象が米国各地で発生、その数は米国で飼われているミツバチの約4分の1になった。ヨーロッパの養蜂家においても、スイス、ドイツでは小規模な報告ではあるが、他にもベルギー、フランス、オランダ、ポーランド、ギリシャ、イタリア、ポルトガル、スペインにおいて同様の現象に遭遇している。また、CCDの可能性のある現象は台湾でも2007年4月に報告されている。
1971年から2006年にかけ、米国における野生種のミツバチ数が激減（今ではほとんど存在しない）し、養蜂家の保有しているミツバチのコロニーがいささかゆるやかに、しかし顕著に減少した。これは、都市化や農薬の使用、アカリンダニ (Acarapis woodi) やミツバチヘギイタダニ (Varroa mites)、商業養蜂家の撤退などの要因が重なって累積的に減少しているものだが、2006年の終わりから2007年の始めにかけ、減少率は大きな比率となり、「蜂群崩壊症候群 (CCD)」の名称を用いて、突発的なミツバチ失踪現象を表すことが提唱された。2004年から2005年の冬に同様の現象が発生し、ミツバチヘギイタダニによるものとされたものの、断定には至っていない。過去に発生した事例についても原因は明らかになっていない。
1990年代の初めからヨーロッパ全域、フランス、ベルギー、イタリア、ドイツ、スイス、スペイン、ギリシャ、ポーランド、オランダ、オーストリアやイギリスなどでも完全にCCDが原因だとは認められていないものの、同様の消失は発生している。ほかにインドやブラジルでも報告され、日本でも類似症例が報告されている。
症状が最初に観察され、CCDの現状が報告されている米国ではジョージア州、オクラホマ州、ペンシルベニア州、ウィスコンシン州、カリフォルニア州をはじめとする複数の州のグループでそれぞれ解析されている。北アメリカ全体ではカナダと24の州でもCCDが報告されており、ケベック州のある養蜂家は、養蜂している蜂の40%が死亡したと述べている。合衆国では2006年から2007年に養蜂の25%が消失した。
しかし、報告されたこれら全ての例がCCDであると断定するには不確かな点が多い。CCDはかなり知られてはいたものの、症状が事細かに述べられることはまれであったためである。例えば、ドイツではヨーロッパで最初にCCDが報告されたが、ドイツの国家養蜂家組合によれば40%のミツバチのコロニーが絶滅したものの、科学的な検証は行われていないため、2007年5月には「ドイツではCCDと断定できる事例は発生していない」とドイツのメディアが報道した。

### 名称
CCDと同一症例であるかは不明であるが、CCDに似た大量失踪現象はすでに1896年には報告されており、この現象は過去様々な名称で呼ばれてきた(「消失病」(disappearing disease)、「春の減少」(spring dwindle)、「五月病」(May disease)、「秋の崩壊」(autumn collapse)、「秋の減少病」(fall dwindle disease)。イギリスでは、1872年に乗員が消失した船にちなんで「メアリー・セレスト現象」とも呼ばれた。
2006年の蜂群崩壊症候群予備報告書では、この現象が季節に限定されないことや、通常の意味での「病気」ではない（病気であれば、それを引き起こす原因が存在するはず）から、この症候群は名称の変更を受けた。

## 対策

### MAARECによる対処法
2007年3月1日現在、中部大西洋養蜂研究および成長コンソーシアム（Mid-Atlantic Apiculture Research and Extension Consortium、MAAREC）は、CCDの兆候を報告した養蜂家に以下の対症療法を推奨している。
1. 崩壊しかかったコロニーを勢いの盛んな別のコロニーとあわせてはいけない。
2. CCDにより崩壊したと推定されるコロニーを見つけた場合、他のミツバチがそれにアクセスできないような防止策を使用できるような装備を準備する。
3. もし、ミツバチに砂糖汁を与える場合、フマギリンをあたえること。
4. もし、コロニーの崩壊が起こっていて、ヨーロピアンファウルブルードなどの二次感染が見られれば、タイランでなくテラマイシンでそのコロニーを処理すること。

### 米国農務省による対策
2007年7月に、アメリカ合衆国農務省 (USDA) は「CCD対策」を公開した。それによれば、CCD危機に対して、
1. 調査とデータ収集
2. サンプル解析
3. 仮説に基づいた研究
4. 軽減策や防止策

の「4つの戦略」があると報告した。

## 原因の研究
CCDのメカニズムは不明であり、因果関係の科学的解明が進んでいない。
原因の仮説には、
1. 疫病・ウイルス説[17]（イスラエル急性麻痺ウイルス (IAPV) [25][26]など）
2. 栄養失調説
3. ネオニコチノイド（イミダクロプリド）などの農薬・殺虫剤説
4. 電磁波説[9]
5. 害虫予防のための遺伝子組み換え作物説[27]
6. ミツバチへの過労働・環境の変化によるストレス説[14]
7. ダニの寄生説とダニが感染させるウィルス感染説

が唱えられている。
これらのほかに飢餓、病原体や免疫不全、真菌、養蜂上の慣習（例えば抗生物質の使用や、養蜂箱の長距離輸送）なども指摘される。一つの要素が原因であるか、複数の要素の組み合わせが原因であるか、またCCDの影響を受けた異なる地域において独立におきるのか、関連して発生するのかは分かっていない。同様に、CCDが、以前あまり大きな影響を与えなかった現象ではなく、全く新しい現象であるのかどうかについても、分かっていない。
ペンシルベニア大学を主拠点とする蜂群崩壊症候群研究グループ (Colony Collapse Disorder Working Group) の予備レポートはある種のパターンを指摘したが、強固な結論は導き出せていなかった。
2007年に行われた養蜂家対象の調査では、趣味で養蜂をする者のほとんどは、飢餓がCCDの主因であると考え、一方、生業として養蜂をする者は、有害な無脊椎生物（ミツバチヘギイタダニとケシキスイの両方、またはいずれか一方のみ）がCCDの主因に違いないと考えていることが明らかになっている。
2007年6月の論文でも、多くの仮説や要因として考えられそうなものについて列挙しているが、結論は見送っている。

### 栄養状態と気候変動
ペンシルベニア州の研究報告では、予備調査の対象である全ての生産者が、問題の死亡現象の前にコロニーが「特殊なストレス」にさらされていたことを記載しているというものがあった。そのストレスとは栄養不足や水不足、あるいはどちらか一方である。この報告においては、「ストレス」という要因がCCDの全事例に共通する唯一の要因である。従って、この現象が栄養状態のストレスと相関関係にあり、健康で栄養が十分に与えられたコロニーでは影響が見られないという可能性はあるだろうと思われる。
気候変動が原因とする説もある。地球全体の温暖化によって局所的には通常より低い温度になったり高い温度になったり、また寒波の周期が遅れるためではないかと指摘される。
確かに、異常に乾燥した温暖な冬であれば多くの植物が開花しなくなる。2007年6月にカリフォルニア大学デービス校のエリック・マッセン教授は、崩壊したコロニーの多くで見られる病原菌など共通の脅威がもしないとするならば、気候変動によってカリフォルニア州は乾燥状態となり、ハチが花粉をつける花が開花せず、蜂は栄養不良となったとすれば、ミツバチが弱まったメカニズムを説明できるとして、「こんなにも暖かいのですが、この温度の頃はだいたい花のつぼみが形成され、花粉粒ができ始める頃なのです。つぼみができ、花粉粒ができるとどうなるか。受粉不能な花粉ができます。養蜂家は蜂の巣を調べて言うでしょうね、『蜂の巣にはありとあらゆる花粉があるが、ミツバチが見当たらない』と。その通りなんです。確かに花粉はあるけれど、栄養があるのでしょうか？［…］昨年の終わり、ここだけでなく、世界中の温帯あちこちで何かが起こって、ミツバチの食糧供給を混乱させたのだと考えています。他の人から違った意見が出ない限り、私は気候に責任があると考えます。［…］理由はどうあれ、我々は以前にも増して極端な状況を目の当たりにするサイクルに陷り始めたとでも言うべきでしょう。旱魃（かんばつ）はより暑く長く、嵐と洪水はより厳しくなることも考えられます。将来の状況はそれほど良い状況には向かっていませんね。」と語った。
実際2006年前半は、アメリカ合衆国で記録的な暖かさであった。他方、例年より花が早く開花していると言う者もいる。『自然の養蜂 (Natural Beekeeping)』の著者コンラッドは、気候の変動と早い春の到来が被害をもたらし、アメリカハナノキ (red maple) やネコヤナギ (pussy willows) のような植物は、ふつうミツバチが最初に花粉摂取しに向かうものであるが、春にミツバチが飛べるようになる数週間前に咲いてしまっているので、ミツバチたちは重要な花粉源に到達しながら何もできずにいるのだ、と言った。花粉源については、NASAの気象学者で養蜂家であるウェイン・エサイアス (Wayne Esaias) は、利用可能な花粉源を監視し続けている。

### 殺虫剤仮説
事例間には、環境の共通要因も認められないとする研究もあるが、より一般的な仮説の1つに、農薬（具体的には殺虫剤）説がある。2012年までにネオニコチノイド系殺虫剤の農薬成分（イミダクロプリド、アセタミプリド、ジノテフランなど）と蜂群崩壊現象との因果関係を示す研究がヨーロッパを中心に多数発表された。

農薬による致死の経由には、蜂蜜と花粉の2つが考えられる。花粉経由説では、ミツバチが餌とするものに使用される農薬は、体内に貯蓄される蜂蜜経由でなく、花粉経由でコロニーに運ばれるため、花粉が媒介として考えられる。花粉は体の外側を使って運ぶのに対し、蜂蜜は体の内部を使用して運搬され、毒性があった場合、そのミツバチが死に至るはずだからである。もっとも、天然・人工を問わず、ミツバチにとって致命的であり得る化学物質の全てがミツバチの成虫に影響するわけではないが、もしそういった化学物質があれば、真っ先に幼虫に影響があるはずなのにCCDの事例では幼虫の死亡は発生していない。蜂蜜経由説では、幼虫は蜂蜜を食べず、大人のミツバチはそれに対してほとんど花粉を消費しない。CCDの症状は、もし環境から入る細菌や毒素が原因であるならば、幼虫が死亡せずミツバチの成虫が死亡している（もしくはどこかに行ってしまっている）ことから、それは蜂蜜を経由して入ってきている可能性が高いと説明される。
現在まで、CCDにおける農薬作用に関しては、養蜂家から提供を受けた調査結果によっている。しかし、ネオニコチノイドなどの農薬は、養蜂家不在の場合でも土に撒かれることから残留などが考えられるため、養蜂家不在の地でも、影響を受けたコロニーからサンプルを入手し直接調べる必要がある。

#### ネオニコチノイド系
ネオニコチノイド系殺虫剤の農薬成分には、イミダクロプリド、アセタミプリド、ジノテフランなどがあり、農薬には日本の住化武田農薬（現住友化学）が開発したクロチアニジン(2001年日本で農薬登録）、ニテンピラム(1995年販売）などがあり、バイエルクロップサイエンスと共同で欧州市場で展開した。
蜂群崩壊症候群の発生以降、ミツバチの大量消失とネオニコチノイド系農薬殺虫剤との因果関係について研究がされ、オランダ、デンマーク、フランス、ドイツ、イタリアなど、ヨーロッパの多数の国家で、予防原則を適用し使用が禁止された。
イミダクロプリド (Imidacloprid) は土に撒かれ、花粉や蜂蜜といった植物の組織に吸収される。ミツバチをはじめとする昆虫に見られるイミダクロプリドの効果は、CCDの症状と一致する。例えば、シロアリへのイミダクロプリドの効果は免疫系に影響を与え、方向感覚を喪失させる。ヨーロッパでの「ミツバチの死亡」現象とイミダクロプリドの関係については議論と研究が蓄積されてきている。
欧米における調査と規制
1994年にフランスでイミダクロプリドによる種子処理（種子のコーティング）が導入された後、ミツバチ大量死事件が発生。1999年1月にフランス政府はイミダクロプリドによるヒマワリ種子処理を全国的に一時停止し、調査に着手。
2000年にはオランダがイミダクロプリドの開放系栽培での使用を禁止し、デンマークでもイミダクロプリドが販売禁止された。
2002年にミツバチ全滅事件（蜂群崩壊症候群)発生。
フランス世界環境基金 (FFEM) の研究機関Comité Scientifique et Technique (CST) は、イミダクロプリド（フランスでの商品名GAUCHO（ガウチョ））のフランスにおける部分的禁止を提言し、2003年にフランス農業省の委託を受けた毒性調査委員会はイミダクロプリドの種子処理によるミツバチへの危険性を警告する政府報告書が発表された。同2003年にはスクロースに溶けた致死量に近いイミダクロプリドは、ミツバチの帰巣本能と摂食活動に影響を与えると指摘され、また働き蜂と農地に与えられた致死量に近いイミダクロプリドは飛翔活動と嗅覚機能を減少させ、嗅覚機能による学習能力の減少が生じたと研究発表された。
2004年にフランス農業省はイミダクロプリドを活性成分とするネオニコチノイド系殺虫剤であるバイエル社の農薬「ガウチョ」の許可を取り消した。またイミダクロプリドによるトウモロコシの種子処理も禁止された。
2005年、ボローニャのイタリア国立養蜂研究院は、イミダクロプリドが付いた種から得られた花粉は致命的なレベルの殺虫剤を含むことを発見し、汚染された花粉はミツバチのコロニーを死に導きかねないと発表した。トウモロコシとヒマワリにおけるイミダクロプリドが付いた種の解析では、多量の殺虫剤がミツバチのコロニーに再び運ばれていくことを示唆している。働き蜂に与えられるスクロースに溶けたイミダクロプリドは数時間でミツバチのコミュニケーションを減少させる。
2006年にネオニコチノイド系農薬のクロチアニジンがドイツで市場に出回ると、ハチの大量死・大量失踪が初めて報告された。2007年にはアメリカでもネオニコチノイド系農薬がミツバチに被害を与えると指摘された。カナダの養蜂家も消失現象を経験しているが、彼らはネオニコチノイドの農薬を散布している。
欧州連合では2013年12月より、ネオニコチノイド系農薬のうちクロチジアニン・イミダクロプリド・チアメトキサムの3種に対する使用規制が導入された。ただし、開花時期以外での散布、温室ハウス内での散布、ミツバチのこない作物への使用、この3種以外のネオニコチノイド剤の使用は、禁止対象外である。
フランスでの禁止
2006年4月、フランス最高裁の判決を受け、ネオニコチノイド系農薬ガウチョは正式に使用禁止となる。フランスでの禁止に対して2006年に欧州連合科学者委員会は「モニター研究は主にフランスで行われており、EUの加入国は自分の国の環境とこれらの研究結果の関係を考える必要がある」と述べた。
2016年7月、フランス国民議会はネオニコチノイド系農薬の使用禁止などを盛り込んだ生物多様性法案を可決。2018年9月からネオニコチノイド剤は一部の例外を除き使用禁止となる。2020年7月からは例外使用規定が廃止され、全面禁止となる予定である。
ドイツ・イタリアでの禁止
2008年に被害が深刻化したことや研究報告を受けてドイツ連邦消費者保護・安全局 (BVL) は、イミダクロプリドとクロチアニジンの認可を取り消し、ネオニコチノイド系農薬7種類を販売禁止。同2008年、イタリア農水省もイミダクロプリドやクロチアニジンによる種子処理を禁止。
日本におけるCCD発生
2009年には日本の長崎県の壱岐、五島、平戸、的山大島などでミツバチの大量死が発生し、三井化学アグロのスタークルメイトでは蜂の3分の1は生き残り、住化武田農薬のダントツでは全滅すると報告された
。
日本では、残留ネオニコチノイドの許容基準値が、欧州連合よりも大幅に緩く、アセタミプリドの場合、EUでは0.01ppm以下に規制されるのに対して、日本では500倍の5ppmが許可されている。
2012年4月5日には、ハーバード公衆衛生大学院は蜂群をイミダクロプリドにさらす実験を行い、23週間後に16のうち15の蜂群において崩壊が起きた事を発表した。2012年4月20日の『サイエンス』で、イギリスのチームはマルハナバチをイミダクロプリドにさらした結果、対照群と比較しハチの体が小さくなり、女王バチの誕生数が85%減少すると発表した。
2012年3月29日、米国の科学誌サイエンスはネオニコチノイド系殺虫剤が低用量でもハチには多大な影響を与えるという英仏のチームによる2本の論文を掲載した

。
2013年には、金沢大学教授山田敏郎の研究で、ネオニコチノイド系農薬によって蜂群が最終的に消滅することが確認された。実験で使用された農薬は、三井化学アグロの「スタークルメイト」（ジノテフランを10％含有）と住化武田農薬の「ダントツ」（クロチアニジンを16％含有）であった。実験では高濃度から低濃度（100倍に希釈）までの農薬を餌に混ぜて、セイヨウミツバチ1万匹8群に投与したところ、濃度にかかわらず成蜂数が急激に減少し、群は最終的に絶滅した。
山田は、慢性毒性によりミツバチは帰巣能力を失ったのではないかとし、また毒性が強くても従来の有機リン系農薬の場合は、時間経過とともに蜂は回復するとしたうえで、ネオニコチノイド系農薬は「農薬というより農毒に近い」もので、「このまま使い続け、ミツバチがいなくなれば農業だけでなく生態系に大きな影響を与える」と警告した。
フィプロニル、チアメトキサムなど
ほか、フィプロニル、もしくはフェニルピラゾール殺虫剤 (ヨーロッパでは代用品「リージェント (Regent)」が使用されている) もミツバチに対して毒性があると分かり、フランスでは2004年に部分的に使用禁止となった。2007年2月、UMPのメンバーであるジャック・ルミレ (Jacques Remiller) 率いる約40人のフランスの代議士は、この10年で蜂蜜の生産が1000トン減少していることに言及し、ミツバチ大量死研究委員会 の創設を要求した。「フィプロニル」を元にした他の5種類の農薬はミツバチを殺す原因として指摘された。
2012年4月フランスのチームはミツバチを致死量以下のチアメトキサム (Thiamethoxam) にさらした結果、巣に戻れずに死ぬ確率が2-3倍高まり、これが蜂群崩壊を招く恐れがある事を指摘した。

#### 抗生物質とダニ駆除剤
CCDの影響を受けた大多数の養蜂家は、ただ一つの化学物質を使っているというわけではないため、特定の化学物質が原因であると特定することは困難だが、抗生物質とダニ駆除剤はコロニーに使用されると報告している。しかし、そのような化学物質全てがミツバチに対する効果を試験されているわけではなく、CCD現象への潜在的原因である可能性は否定できない。一方、抗生物質やダニ駆除剤を使用していない有機養蜂家は、CCDの影響を受けた非有機養蜂家の近くにもかかわらず、CCDの影響を受けていないことを示す報告もある。

### 病原菌と免疫機能不全説
蔓延経路が感染症のように機能しているとの指摘もある。しかしながら、CCDには、免疫系を弱化させるような先述の「ストレス」との潜在的なつながりを持つような免疫抑制メカニズムが関係しているのではないかという先入観もある。ペンシルベニア州立大学の研究によれば、蜂の成虫内にいる感染病原体の検出数の多さからみて、ある種の免疫機能不全が考えられる。この研究は当初、ミツバチヘギイタダニの蔓延とCCDのつながりを示唆しており、これらのダニと（ダニが運ぶ）羽変形病ウイルス、細菌が共謀して免疫を抑制し、CCDの一因になるのではないかと考えていた。この研究グループは原因として可能性のあるウイルスや細菌や菌類の病原体を探すことに注目していると報告されている。
いかなる原因によるものであっても、（養蜂場でよくあるように）あるコロニーが崩壊しかかっていて、近くに健康なコロニーが存在する場合、健康なコロニーのミツバチはしばしば死にかけたコロニーに入り込んで、貯蓄物を勝手に奪っていく。もし、死にかけたコロニーの貯蓄物が（天然もしくは人工の毒物により）汚染されているならば、結果として起こるパターン（死にかけたコロニーの近くにあったために健康なコロニーで病気が発生した）から、感染症の関与が疑われることになるだろう。しかし、CCDの場合、死にかけたコロニーの貯蔵物は盗まれることが無く、これは少なくとも、こうしたメカニズム（他のコロニーからの奪取により毒物が広がり、それにより病気が広がる）はCCDにはあてはまらないことを示している。
ほか、CCD伝染病説を示す観察証拠として、CCDにより死亡したコロニーの蜂の巣は、DNA破壊をする放射線で処理を行なった場合にのみ、健康なコロニーとして再利用することができたことも挙げられている。

#### 腐蛆病・ノゼマ病
腐蛆（ふそ）病や、微胞子虫の真菌性「ノゼマ病」がCCDの正体ではないかとする説がある。ペンシルベニア州の蜂の標本では高い比率のノゼマ病感染が報告されたが、他の場所からは同一パターンの報告がなかった。
2006年にスペインのグアダラハラ国立農業センターのマリアーノ・イゲスは、セイヨウミツバチの巣がノゼマ病微胞子虫に感染すると、8日以内にコロニーの成員が消えたことから、CCDがノゼマ病微胞子虫により生じると結論付けた。イゲス率いる研究チームは2000年以降この問題に取り組み、他の潜在的な理由を除外することができたと主張している。
しかし、CCDに影響された蜂の集団に対して2009年にアメリカ合衆国において実施された大規模な調査からは、CCDには病原体と他のストレス因子との相互作用が関与している可能性が高いものと示唆されている。実際、CCDであるか否かにかかわらず、調査されたコロニーの半数しかノゼマ病微胞子虫に感染していなかったという結果が報告されており、ノゼマ病ですべての発症例を説明することはできない。
「ノゼマ病」に対して使用される主な抗生物質は、フマギリン (Fumagillin) である。これは微胞子虫を減らすというドイツの研究計画で使用され、蜂群崩壊症候群研究グループが治療方法の可能性として言及している。2009年のスペインの研究では、崩壊を起こしているコロニーにフマギリンを投与したところ、蜂が死ぬのが食い止められコロニーを存続させることができた。この研究について雑誌 Nature に掲載されたレビューは、期待の持てる結果であるとしながらも、「『ノゼマ病微胞子虫』はコロニー崩壊のすべての事例の原因であるというわけではないかもしれない」と注意を喚起している。ヨーロッパの様々な地域でこの真菌が報告されたものの、CCDとの直接の関係はまだ確立されていない。
2007年、ノゼマ病微胞子虫が関係しているという極めて限定的な証拠がカリフォルニア (USA) のマルセドバレー地域における一部の蜂の巣で報告された」。 しかし、この研究者はこれがCCDとつながる決定的な証拠であるとは考えていなかった。「我々はこれで問題が解決したという印象を与えたくはない。」
USDAのあるミツバチ研究者も同様に、「寄生虫、ノゼマ病微胞子虫は要因の1つかもしれないが、これが唯一の原因ではありえない。真菌は以前から無事なコロニーにおいても時々見ることができるからだ」と述べている。 同様に「ノゼマ病微胞子虫」を自分の蜂の巣でよく知っているワシントン州のある養蜂家は、これをCCDの原因と考えていない。

#### 「ミツバチヘギイタダニ」とイスラエル急性麻痺ウイルスおよびバロア症
2007年発表の論文によると、「ミツバチヘギイタダニ」がミツバチの死亡原因において最も可能性があるものとして君臨しているという。そのダニは、CCDに関連があるとされてきた奇形羽ウイルスやミツバチ急性麻痺ウイルスなどのウイルスを運ぶと言われることがあるためである。ミツバチヘギイタダニによる病気は、ミツバチの免疫系を弱める傾向もある。そのため、このダニはCCDの原因である可能性が高いと考えられているが、死亡したコロニーの全てでこれらのダニが見つかっているわけではない。
2007年9月には、問題が発生しているコロニーと発生していないコロニーについてRNA配列の大規模な統計結果が報告された。コロニーの全生物種由来のRNAを分析し、RNA配列データと比較して病原体の存在を検出しようというものである。その研究には、ヒトゲノム配列用に開発された454ライフサイエンシズ社の技術が使用された。全てのコロニーは様々な病原体に感染していることが分かったが、イスラエル急性麻痺ウイルス (IAPV) はCCDと顕著な関連を示した。すなわち、CCDの症状が認められた30のコロニーのうち25のコロニーにウイルスが見つかり、CCDに感染していないコロニーでは、21コロニーのうち1つにしかウイルスが見つからなかった。科学者は、以上の関連が因果関係を証拠立てるものではないと指摘しており、他の要素が病気に関係している可能性もあるし、IAPVの存在はコロニーが病気であることに対する指標であるにすぎず、真の原因ではない可能性もある。因果関係を証明するために、ウイルスをコロニーにわざと感染させる諸実験が計画されている。
IAPVは2004年に発見され、ジシストロウイルス科に属している。これはミツバチを麻痺させ、蜂の巣の外部で死に至らしめる。このウイルスはミツバチヘギイタダニにより運搬されることがある。しかし、これらのダニはCCDに感染したコロニーの半数からしか見つかっていない 。
このウイルスはオーストラリアのミツバチの標本でも見つかっている。オーストラリアのミツバチは2004年より米国へ輸入されており、最近まで、この輸入によってウイルスが北米に到達した可能性があると考えられていた。しかし最近になって、2002年にはすでにこのウイルスはアメリカのミツバチに存在していたことが明らかになった。
2009年に報告された研究は、CCDに影響されたミツバチにはタンパク質の合成に不具合があることを示す証拠が共通して見られることを見いだしている。これはIAPVと共通するパターンである。ジシストロウイルスはIAPVと同様に、タンパク質の合成を担っているリボソームの機能低下を引き起こし、こうして生じたリボソームの機能低下がミツバチを弱らせ、通常時には致死的ではなかったはずの種々の要因からの影響を受けやすくするのではないかと推測されている。
またミツバチヘギイタダニは「イスラエル急性麻痺ウイルス（Israel acute paralysis virus）」に加え「急性麻痺ウイルスとカシミール蜂ウイルス（Acute bee paralysis virus and Kashmir bee virus）」「遅発性麻痺ウイルス (Slow paralysis virus)」「慢性麻痺ウイルス（Chronic paralysis virus）」「黒色女王蜂児病（Black queen cell virus, Filamentous virus and Y virus）」「チヂレバネウイルスとエジプト蜂ウイルス（Deformed wing virus and Egypt bee virus）」「クモリバネウイルス（Cloudy Wing Virus、CWV）」を媒介し、これらミツバチヘギイタダニによる感染症はバロア症と称され特にセイヨウミツバチに対して致命的な影響を与える。
ニホンミツバチは積極的なグルーミングによってミツバチヘギイタダニを駆除しようとする行動が見られこれによって抵抗性を見せる。

#### ウイルスと真菌の組み合わせ
米陸軍と協力しているモンタナ大学とモンタナ州立大学のチームは、死んだミツバチを遺伝子検査した。2010年10月、無脊椎無芽球ウイルスまたは無脊椎動物虹彩ウイルス6型、およびノゼマ（微胞子虫・カビの一種）病がグループが調査したすべてのミツバチとコロニーで見つかった。ともに単独では大きく影響はないものの、ウイルスとノゼマ病の組み合わせは常に100％致命的だった。この研究に関する情報は、ニューヨークタイムズの一面記事で一般に公開され、フォーチュン誌には「科学者がニューヨークタイムズに蜂の死亡に関する研究について教えなかったこと」というタイトルの記事が掲載された。

### 遺伝子組み換え農作物 (GMO)
一部の研究者は、冬用の貯蔵物に高果糖コーンシロップ (HFCS) を与える慣習にCCDの原因があるとしている。CCDの報告に一貫性がないのは、HFCSの可変性が関連しているかもしれない。ヨーロッパの解説者は遺伝子組み換えトウモロコシから作られたHFCSに関連がある可能性を示唆している。しかし、もしこれが関連する唯一の要因であるのなら、冬にHFCSを与えているコロニーにのみCCDが見られるはずであるが、実際にはHFCSを与えていない養蜂家においてもCCDは多数報告されている。
また、バチルス・チューリンゲンシス (Bt) 毒素を生じる遺伝子組み換え作物による花粉や蜂蜜を採集するミツバチへの潜在的な影響の研究では、そのような植物を訪れるミツバチに悪影響を与えるという実証はまだされていない。トウモロコシは大々的に遺伝子組み換えが行なわれており、ミツバチには推奨できない作物ではあるものの、トウモロコシ畑の近くでミツバチを飼育している養蜂家は「トウモロコシの雄花では、よく花粉がとれる」と述べている。
二番目に重要なBt植物である綿花には、蜜をとりにミツバチがよく訪れる（他から花粉が手に入らない場合にのみ、その花粉が消費される)。しかし、遺伝子組み換え綿花の開花期に使用される殺虫剤以外の毒性に関しては、明確な証拠がない。Bt毒素 (Bt toxin) には生産株によって様々な種類があり、それらの殺虫スペクトルは異なっている。つまり、鞘翅目昆虫に毒性を持つが鱗翅目昆虫には示さない、あるいはその逆というようにBt毒素の種類によってその殺虫スペクトルは大いに異なる。そのため、害虫である鞘翅目や鱗翅目昆虫に抵抗性を与えるために作物に導入されたBt毒素の種類が、ミツバチの属する膜翅目昆虫にどの程度の影響を与えるのか評価する必要がある。つまり、蜂群崩壊症候群をおこした群れの近辺の遺伝子組み換え作物の種類と量、導入されているBt毒素の種類とミツバチに与える毒性、その花粉における含量の情報が必要になる。
シエラクラブ遺伝子工学委員会はウェブ上でトーマス・ハーキン上院議員への書簡を発表した。「高く尊敬されている科学者は、遺伝子工学による作物への農薬散布とその成長によって作物内に生じる農薬は、CCDの進行と拡散に寄与する要因や原因として、深刻に考える必要があると信じている。」この理論を支持するような文献が9つ引用されている。
昆虫へのBtの影響は主に幼虫に認められる。そのため、Btの毒性とミツバチへの影響に関する研究は当初、幼虫とその成長過程に注目していた。しかし、蜂パン (bee bread) の材料の一部として重要であり、また成虫の食料にもなるのは花粉であるから、成虫のミツバチは、幼虫のためにフィルターのようなものとなって、花粉の材料の影響をより受けやすいと考えている養蜂家もいる。そして、CCDは成虫のミツバチが消える現象なので、幼虫における症状が認められない問題点や、CCDを被ったミツバチが遺伝子組み換え作物と接触したことがあるという証拠が無い問題点があるものの、直接の関連があるかもしれないと考える人もいる。
米国で1996年以降商業生産されているBtトウモロコシは、2005年に合衆国の総トウモロコシ作付け面積の35％ (106,400 km2) に達した。対昆虫抵抗性の遺伝子組み換え綿花は1996年より合衆国で栽培されているが、2005年に綿花総作付け面積の52％ (28,000 km2) に達した。米国養蜂連合の前代表であり、養蜂家としてCCD関連の広報を行っているデイビッド・ハッケンベルグは次のように述べている。「もっとも影響を受けた養蜂家は、コーン、綿花、大豆、カノーラ、ヒマワリ、リンゴ、葡萄、かぼちゃの近くにいた。」しかし、ハッケンベルグ個人はネオニコチノイドの農薬を撒布したこれらの作物に原因があると考えている。つまり、Bt作物の中には、後にCCDを発症するミツバチが訪れている可能性のあるものもあるということである。しかし、同様のミツバチの大量死（もしくは大量消失）はこれらの作物を導入する何十年も前から生じており 、「Btトウモロコシが栽培されていないヨーロッパやカナダの地域でも発生している。」EUの「GMOコンパス」によれば、Btトウモロコシはスペインやフランス、チェコやポルトガル、ドイツやスロバキアで栽培されている。
ミツバチについての危険性評価研究に関連した各種の文章がアメリカ合衆国環境保護庁 (RPA) のホームページ上に公開されている。これらの研究がミツバチに対するBtの花粉の影響を見出したとは書いていない。

2004年には、GMO認可機関の知識は主に、学術雑誌Bee Worldに発表された研究結果の包括的概要をベースにしており、その研究はミツバチへのさまざまな商業的・非商業的導入遺伝子の効果を検証したものであった。その研究は、「これまで分かっている証拠から、商業的に利用可能な遺伝子組み換え作物のどれもミツバチの健康に対して重要な影響を与えることがないことが示される。」と結論付けている。しかし、2005年にApidologie誌で新たに発表された研究では、CRY1Abを与えられたミツバチの摂食活動が、処理間に回復を見せることなく、処理の各段階を通じて継続的に減少することがあると示した（ただし、CRY1Abの量を増やす処理を施しても、ミツバチの死亡率に関しては有意な差がでなかった）。EUの欧州食品安全機関 (EFSA) GMO委員会は、「上記の結果は主にCRY1Abに依存したものである」というこの著者の見解を支持しないとした。この委員会では次のような意見を述べている。
「ミツバチに対する否定的な影響は、実験の構成と同時性の管理と再現性を欠いているため、CRY1Ab蛋白に暴露されたことには直接に関連があるのではないと考えられる。」
ドイツで行なわれた研究調査では、ノゼマの感染がない場合には影響が検出できないため、直接な影響ではなく、Btトウモロコシの花粉への暴露でミツバチの成虫のノゼマに対する抵抗力が弱化するのではないかと示唆されている。
「試行を繰り返すときには、コロニーに抗生物質で予防処理を施し、再感染を防いだ。［…］これは、健康なミツバチのコロニーは6週間にわたってBtトウモロコシの花粉に極端にさらされた場合であっても、コロニーの大きさや摂食活動、子育て活動や発達のコロニー維持に必要な活動のどれも、毒素により損なわれることがないことを示している。」
しかし、もし、「ミツバチのコロニーがたまたま寄生虫（微胞子虫）に感染したとすれば、その感染によってミツバチの数は減少し、結果として幼虫も減少する。［…］この影響は特にBtの餌を与えたコロニーにおいて顕著に発生した。」更に、「遺伝子組み換えコーンはミツバチの腸の表面を寄生虫が入りやすくするように弱めた可能性がある―あるいはひょっとして、その逆かもしれない。」と示唆されている。しかし、以下のようにも注釈がある。
「もちろん、毒素の濃度は通常のBtコーンの花粉と比較して10倍である。さらに、ミツバチは非常に長い期間、6週間もの間投与されたものである。」
より最近の他の研究では健康なミツバチのコロニーにBt花粉を与えた場合の副作用を示すことに失敗しているが、Bt花粉が既に「不健康な」コロニーを更に弱めるという可能性に関しては研究がなされなかった。
秋の減少病 ("Fall Dwindle Disease") に関する蜂群崩壊症候群研究グループの予備報告によると、「全てのPAサンプルにはその直腸の中に“ノゼマ病微胞子虫”が存在していることが分かったとしている。調査した多くのミツバチの針腺は明確な黒い“印”で区別できた。すなわち、この種の一点のメラニン化や黒化はある種の病原体に対する免疫反応を示している。」もし、ペンシルベニアのミツバチがBt毒素を含んだコーンの花粉を集めていたなら、潜在的に「ノゼマ」に感染する可能性があり、そのコロニーにCCDを引き起こしていたはずである。しかし、これらのコロニーが死亡前にそのようなトウモロコシの花粉を集めていたという証拠はないし、CCDに感染したコロニーが他の場所でトウモロコシの花粉を集めていたという報告もない。CCDで死亡寸前と報告されているコロニーの多数が、GMトウモロコシを栽培していない場所にある（少なくとも合衆国ではそうである。GMトウモロコシをはじめとして、大量のトウモロコシを栽培している10州のうち5州、イリノイ州、インディアナ州、カンザス州、ミズーリ州、ネブラスカ州ではCCDの報告がない)し、ペンシルベニア州の外から来たミツバチが著しく「ノゼマ」に感染しているとも報告されていない（例えば）。
2006年、全米研究委員会の「花粉媒介の状態と傾向に関する委員会 (Committee on Status and Trends of Pollinators)」は「北アメリカにおける花粉媒介の状態」報告書を発表した。報告書ではこの件に関する先行研究の概観によれば「導入遺伝子の消費に原因を帰すことのできる否定的ではあるが実質的な効果が見られる事例もある」ため、GMOが花粉媒介者の減少の原因となっている可能性もありうると示唆。報告書はさらに、「この効果はどの導入遺伝子を用いるかについて、またその発現量で変化したが、どの事例においても、遺伝子組み換え作物がミツバチの数に与える影響に関しては記録されていない。」と指摘した。
2007年3月28日、中部大西洋養蜂研究及び成長コンソーシアムは「ミツバチにおけるBtトウモロコシの花粉が示す非標的生物への影響に関する研究概要」を発行し、実地研究によれば「これまでに現在用いているBtたんぱく質がミツバチに与える致死・準致死効果の証拠はない」と述べ、また、Bt花粉とCCD間の潜在的因果関係に関し「この可能性は排除されてはいないが、ここに報告する証拠の重みは、現在Bt作物を使用していることがCCDとは関連していないことを、強く主張するものである。」とした。

### ミツバチの貸し出しと移動養蜂

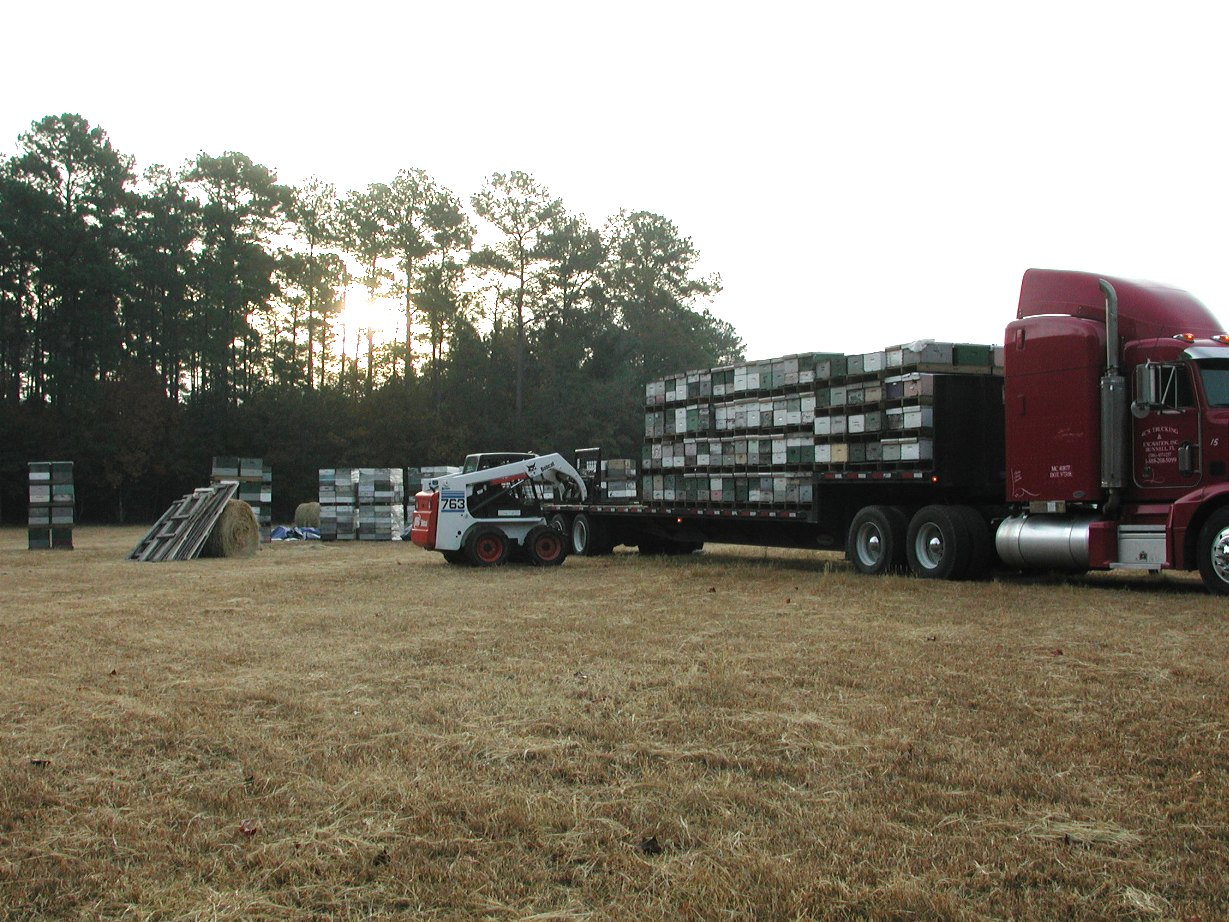
サウスカロライナ州からメイン州へブルーベリーの受粉のため移動するミツバチ。

CCDは、問題の発生した地域の商業養蜂家により報告されており、野生のコロニーや有機養蜂では発生していないとされ、農薬や遺伝子組み換え作物や自然界ではありえない養蜂の方法が原因という研究がある。一方、有機養蜂でも発生率は変わらないとする研究もある。
移動養蜂
ヨーロッパやアジアの養蜂家は移動養蜂をさせない。ハチの数も変動するし、ごく限られた範囲内でのみハチの交流があるにすぎない（長い距離を移動する例もあるが、かなりまれである）。
しかしアメリカでは移動養蜂が多く、養蜂コロニーは移動することが多い。1908年に米国の養蜂家ネフィー・ミラーが冬の間、国内の別の場所に蜂の巣を移動させて以後、養蜂箱とともに移動しながらの養蜂が米国で広く広まった。
ある米国の有名な養蜂家は、蜂の巣を1月にアイダホ州からカリフォルニア州に移動すると、3月にはワシントン州のリンゴ園に移り、その2か月後にはノースダコタ州に、そして11月には再びアイダホ州に戻ると報告しており、その移動距離は数千キロにもなる。他にも、蜂の巣をフロリダ州からハンプシャー州やテキサス州に移動する養蜂家らもいるが、いずれも1月にはアーモンドの受粉のためにカリフォルニア州に立ち寄る。米国におけるこのような広範囲の移動や他のミツバチとの交流が、近年のミツバチヘギイタダニによる大損失をもたらしている可能性があると指摘されている。
ハチの貸し出し
授粉のためのハチの貸し出しは、米国農業にとって必要不可欠な要素である。自然の受粉のみで現在のレベルの生産を行うことが非常に困難だからである。米国の養蜂家は、蜂蜜の生産収入より、授粉のためにミツバチを貸し出す収入の方がはるかに多い。
研究者が関心を寄せているのは、授粉のためにミツバチのコロニーを国中に運搬すると、他のミツバチと交流があり、それがコロニー間でウイルスやダニを広げることになっているのではないかということである。加えて、そのような連続しての移動と定住の繰り返しは蜂の巣全体に対して緊張と混乱を招き、おそらく、あらゆる種類の異常に対する抵抗力を減らすことになるのだと考える向きもある。

### 電磁波の放射
2007年4月、ランダウ大学の研究に関するニュースが、インデペンデントに掲載された論文、すなわち研究対象を携帯電話とし、CCDに関連づけた論文をはじめとして、主要なメディアに登場した 。
携帯電話は他のメディアの報告では述べられていたものの、実際のところ研究ではカバーしておらず、研究者たちは上述の論文の発表以来、自分たちの研究と携帯電話、CCDの間の関係を強く否定し、とりわけ『インデペンデント誌』に発表された論文はその結果を誤って解釈しており、「恐怖物語」を仕立て上げていると述べた。
2006年ランダウ大学の試験的な調査は、ミツバチ（セイヨウミツバチ）に対する無線周波数 (RF) の非熱作用を研究するためのものであり、ミツバチの巣にコードレス電話の親機を埋め込んだところ、近距離の電磁界 (EMF) がミツバチの帰巣能力を減少させることがあると示唆している。また、処理を施したコロニーでは蜂の巣の重さも僅かに減少したとも述べている。その研究の過程で、コードレス電話を埋めておかなかった対照群コロニーも含めて、コロニーの半数が壊れてしまった。
この研究チームが2004年に行なった、学習に対する非熱作用の調査研究は、1880-1900 MHzのコードレス電話からのRFへの暴露によるミツバチの行動の変化は確認できなかった。
非電離放射線の考えられる生物学的影響は存在するものの、一般に最も顕著な効果は熱によるものであることが分かっている。一般の人々への通常の状態でのRFの放射量は、熱を作り出したり、体の温度を上げたりするほどの強度ではない。
現在、コードレスもしくは携帯電話のCCDへの関係は完全に推論的であり、2つの現象間の関係を示すもしくは確認するような研究は行なわれていない。それとは関係なく、そのような説明は断続的かつ突然発生したこれまで及び現在のCCDの状況とは合致しない。

## 影響

### 受粉依存の作物への影響
蜂群崩壊症候群の現象による影響は、農家による農作物生産に深刻な影響を及ぼすと指摘されている。ミツバチがほぼ独占的に授粉を行なっているカリフォルニアでは、栽培されているアーモンドなどの作物においてはとりわけ重要である。ミツバチに授粉を依存している米国の総収穫高は150億ドルを上回る（2000年時点）と推定されている。
一方、当地原産の草花は本来的に単一作物を集中的に栽培する場合を除き、受粉にミツバチを必要としない。集中栽培では、開花時期にあわせた受粉のために、（現在の技術で）自然のミツバチの能力を超えた受粉の媒介者として、花粉媒介を行なう昆虫等を集中して運用することが必要となる。
花粉媒介を行なう昆虫は、米国作物の種類のおよそ3分の1の受粉を媒介している。その作物にはアーモンド、桃、大豆、リンゴ、セイヨウナシ、サクランボ、木苺、ブラックベリー、クランベリー、スイカ、メロン、胡瓜、苺がある。これらの植物の多くは、米国においては他の種類のミツバチなどの昆虫が花粉を運んで授粉を行なうことが可能であり、実際に行なわれることもあるが、商業規模ではない。数種の野生種を栽培している一部の農家は、ミツバチを受粉のために持ち込んではいるが、野生種は特にミツバチを必要としているわけではない。もし、ミツバチがその地域からいなくなった場合、それらの地域自生の植物に適した自然の花粉媒介を行う動物や昆虫がその座を取り戻すと推測されている。しかし、他の種の方が実際に受粉の効果があったとしても、ミツバチが授粉を担う作物の種類の30%では、野生の花粉媒介種のほとんどはミツバチほど効果的に大量使用ができない。多くの例において、それらの昆虫は植物を訪問しようとはしない。蜂の巣は必要に応じて、ある作物から別の作物へ移動することができ、ミツバチは大群を成して多数の植物を訪れる。そのため、これらの作物の商業的生産量は、養蜂産業に強く依存していることになる。

## その他

### 蜂群崩壊症候群に関する作品
- ハプニング (映画) - 2008年、アメリカ映画。
- ドクター・フー - 2008年、イギリスドラマ。ミツバチが地球外生物であり、別の地球外生物からの侵略を予期して地球を脱出したとして蜂群崩壊症候群が紹介される。
- Colony - 蜂群崩壊症候群を扱ったドキュメンタリー映画。「松嶋×町山 未公開映画を観るTV」にて、2010年12月17日と2010年12月24日に2回に分けて紹介された。
- Queen of the Sun（太陽の女王－ミツバチからの問いかけ） - タガート・シーゲル監督。2011年、アメリカ。2012年、国際有機農業映画祭で上映。
- en:Nicotin Bees (映画) - 2010年、アメリカ映画。2005年から2006年にかけて、みつばちは世界中で突然大量に死に始めた。多くが似た症状であった。アメリカとヨーロッパの養蜂家とオーガニック農家への現場でのインタビューによって、消去法で原因を説明している。

### 都市伝説
CCDのニュースや08年公開の米映画『ハプニング』において、次のような言葉が引用されることがある。

もし、地球の表面からミツバチが消え去ったら、人間は4年も生きてはいけないでしょう。どのようなミツバチも、どのような受粉も、どのような植物も、どのような動物も、どのような人も。

この言葉はアルベルト・アインシュタインの発言として引用されているが、この言葉がどのソースから引用されたのかは報告されていない。そして、この言葉が最初に使われたのは、アインシュタインの死後39年たった1994年であり、都市伝説と指摘されている。